# IC 5344
IC 5344 је ознака објекта на координатама са ректансцензијом 23h 39m 16,0s и деклинацијом - 4° 58" 0'. Открио га је Гијом Бигурдан, 2. децембра 1894. Каснијим посматрањима на том положају није уочен никакав астрономски објекат.